# インドネシア国立航空宇宙研究所

2015年までLAPANのロゴ。

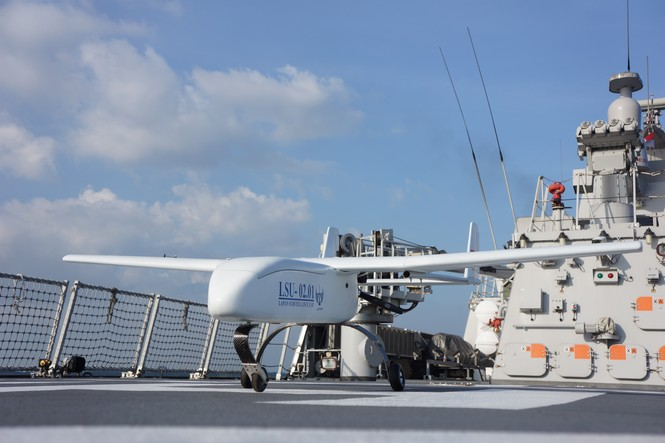
LSU-02(LAPANが開発したUAV)

インドネシア国立航空宇宙研究所（インドネシアこくりつこうくううちゅうけんきゅうじょ、インドネシア語: Lembaga Penerbangan dan Antariksa Nasional - LAPAN、英語: National Institute of Aeronautics and Space）はインドネシアの宇宙機関。1964年11月27日にインドネシアスハルト前大統領によって設立された。大統領諮問委員会である国家航空宇宙会議（DEPANRI）のもと、研究技術省と連携した大統領直轄の研究所で、リモートセンシング衛星データの活用と上層大気の研究開発を主要な活動としている。過去20年間以上にわたって人工衛星、主にパラパ衛星を含む通信衛星を運用しており、これらはヒューズ（現:Boeing Satellite Systems）によって製造され、アメリカのデルタロケットや、欧州のアリアン4・アリアン5ロケットによって打ち上げられた。

## 歴史
1962年5月31日、インドネシアジュアンダ首相によって宇宙航空委員会（Aeronautics Committee）が開設されたときにインドネシアの宇宙航空開発は始まった。
1962年9月22日、AURI（Indonesian Air Force）とバンドン工科大学が提携する形でPRIMA計画（インドネシア語: Proyek Roket Ilmiah dan Militer Awal、最初の科学及び軍事ロケット計画）が始まった。このプロジェクトの成果として2つのカルティア（Kartika、星）ロケットシリーズとテレメトリー兵器の打上げが行われた。
2年間に及ぶ国家支援のない非公式プロジェクトの後、1963年にインドネシア国立航空宇宙研究所が第236大統領命令によって設立された。

## 人工衛星
- パラパ静止通信衛星シリーズ
- 小型衛星LAPANの開発　 LAPAN-TUBSAT（LAPAN-A1）は、ドイツのベルリン工科大学の協力下で開発し、2007年にインドのロケットで打ち上げられた小型地球観測衛星。2015年には、後継機のLAPAN-A2、LAPAN-A3の打ち上げを計画している。

## ロケット
- RXシリーズ
  - RX-250-LPN
- RPS-420 - 衛星打ち上げ機（開発中）
- パームングプーク発射所

## 国際協力
太陽活動小期観測年（IQSY）のため日本からカッパロケットを10基輸入して1965年8月に発射した。
しかし、発射記録は3機のみで7機が不明となっておりインドネシアの隣国、マレーシア政府より軍事利用の疑いがあるとして抗議を受けている。
2006年12月にロシア連邦と、2008年10月にウクライナと宇宙空間平和利用探査協力協定を締結している。またアジア太平洋宇宙協力機構に加盟している。
ビアク島にはインドのロケットであるGSLVの追跡局が設置されている。